# Цынский, Лев Михайлович
Лев Михайлович Цынский (в ряде источников Цинский; 1780-е — 1851) — генерал-лейтенант Русской императорской армии, Московский обер-полицмейстер с 29 ноября 1833 по 1 февраля 1845 года. Ему принадлежит известная фраза: «Я слышу молчание».

## Биография
О его детстве и первоначальном образовании сведений практически не имеется, известно только, что он был внебрачным ребёнком актрисы Ветрецынской (или Ветрецинской), от которой и получил усечённую фамилию Цынский (Цинский).
В марте 1813 года был произведён из Дворянского кавалерийского эскадрона в Конную гвардию корнетом и был прикомандирован к Гвардейскому резервному эскадрону. 
Со своей частью Цынский принимал участие в Заграничном походе Русской армии 1813—1814 годов и отличился в Кульмском сражении и битве при Фер-Шампенуазе, за что был награжден орденами Святой Анны 3-й степени и Святого Владимира 4-й степени с бантом. Занимал должность полкового казначея и квартирмейстера.
22 сентября 1830 года полковник Лев Михайлович Цынский назначен был флигель-адъютантом к Его Величеству, участвовал в кампании 1831 года по подавлению польского восстания и за отличие был награждён орденом Святой Анны 2-й степени с императорской короной.
25 июня 1833 года Цынский был произведён в генерал-майоры и назначен состоять при 2-й легкой гвардейской кавалерийской дивизии, а в следующем году назначен на пост московского обер-полицмейстера, который и занимал до 1845 года. 16 ноября 1838 года он был пожалован в генерал-майоры Свиты Его Величества.
В период службы обер-полицмейстером Цынский познакомился со многими русскими писателями; так, он довольно близко сошёлся с братьями Ксенофонтом и Николаем Полевыми, сначала в силу чисто служебного положения — после запрещения «Московского телеграфа», издаваемого Николаем Алексеевичем Полевым. Полевой был отдан под ближайший непосредственный надзор Цынскому. Гуманное, доброжелательное отношение генерала к Полевому способствовало их сближению; Н. А. Полевой в письме к своему брату от 24 ноября 1838 года просит передать сообщаемые новости «моему доброму Л. М. Ц. и H. A. Кашинцеву: они не оставляют меня в горе и порадуются моей радости», а К. А. Полевой в одном из своих писем даёт следующую характеристику Цынскому: «Это был не такой человек, который был бы способен говорить то, чего не было. Я всегда видел в нем благородного, достойного сподвижника офицеров 1812 г., в которых господствовал честный характер. Несколько жесткие формы не мешали ему делать добро и пользу при исполнении трудных его обязанностей». 
Приблизительно в это же время Цынский увлёкся первой балериной московской балетной труппы Санковской и стал ей заметно покровительствовать, что дало повод известному в то время водевилисту Д. Т. Ленскому пустить в обращение следующий экспромт, очень скоро ставший известным не только в Москве:
«Бранд-майор Тарновской

Тем себя прославил,

Что башмак Санковской

Цинскому доставил.

Так ли? При рапорте ль..?

Слухи не доходят,

Но чрез этот фортель

Многие выходят».
1 февраля 1845 года Цынский был уволен в отпуск на 8 месяцев, с отчислением от должности московского обер-полицмейстера, с оставлением в Свите Его Величества. 9 ноября 1845 года «по домашним обстоятельствам» уволен от службы с производством в генерал-лейтенанты.
Умер в 1851 году.

## Награды
- Орден Святой Анны 3-й (4-й) степени[К 2] (15.09.1813)[12]
- Орден Святого Владимира 4-й степени с бантом (13.03.1814)[13]
- Орден Святой Анны 2-й степени (16.01.1826)[14]
- Знак отличия беспорочной службы за XV лет (22.08.1830)[15]
- Императорская корона к ордену Святой Анны 2-й степени (15.01.1832)[16]
- Знак отличия за военное достоинство 3-й степени (1832)[17]
- Орден Святого Станислава 1-й степени (16.09.1834)[18]
- Орден Святого Георгия 4-й степени за 25 лет службы в офицерских чинах (6.12.1836)[19]
- Орден Святой Анны 1-й степени (6.12.1837)[20]
- Знак отличия беспорочной службы за XX лет (1838)[17]
- Императорская корона к ордену Святой Анны 1-й степени (12.09.1839)[20]
- Орден Святого Владимира 2-й степени (30.06.1841)[21]
- Знак отличия Железного креста (Кульмский крест; Пруссия, 1814)[17]

## Комментарии
1. ↑  Подробнее см. статью «Фамилии внебрачных детей».
2. 1 2  В 1815 году эта степень наименована 4-й. Знак ордена носился на холодном оружии.